# Engelsburg (Remscheid)
Engelsburg ist eine Hofschaft in Remscheid in Nordrhein-Westfalen (Deutschland).

## Lage und Verkehrsanbindung
Engelsburg liegt im südöstlichen Remscheid im gleichnamigen statistischen Stadtteil Engelsburg des Stadtbezirks Lennep und nahe dem größeren Ortsteil Bergisch Born. Der Ort grenzt unmittelbar an den Nachbarort Heydt an, weitere Nachbarorte sind Eichendahlerhof, Jägerhaus, Piepersberg, Bergerhöhe, Tefental, Eichenhof, Leverkusen, Oberlangenbach, Forsten, Lüdorf und Rademachershof.

## Geschichte
In der frühen Neuzeit führte die Bergische Eisenstraße, ein regional wichtiger Transportweg für Roheisen aus dem Siegener Raum, auf der Trasse der heutigen Landesstraße 412 durch den Ort. Die Altstraße ist auf der Topographia Ducatus Montani von 1715 als Ÿſer-Stras eingezeichnet.
Im 18. Jahrhundert gehörte der Ort zum bergischen Amt Bornefeld-Hückeswagen. 1815/16 lebten 19 Einwohner im Ort. 1832 gehörte Engelsburg der Lüdorfer Honschaft an, die ein Teil der Hückeswagener Außenbürgerschaft innerhalb der Bürgermeisterei Hückeswagen war. Der laut der Statistik und Topographie des Regierungsbezirks Düsseldorf als Weiler kategorisierte Ort besaß zu dieser Zeit zwei Wohnhäuser und drei landwirtschaftliche Gebäude. Zu dieser Zeit lebten 20 Einwohner im Ort, einer katholischen und 19 evangelischen Glaubens.
Im Gemeindelexikon für die Provinz Rheinland werden für 1885 drei Wohnhäuser mit 19 Einwohnern angegeben. Der Ort gehörte zu dieser Zeit zur Landgemeinde Neuhückeswagen innerhalb des Kreises Lennep. 1895 besitzt der Ort drei Wohnhäuser mit 21 Einwohnern, 1905 vier Wohnhäuser und 32 Einwohner.
Im Zuge der nordrhein-westfälischen Kommunalgebietsreform (§ 21 Düsseldorf-Gesetz) wurde am 1. Januar 1975 der östliche Bereich um Bergisch Born mit der Ortschaft Engelsburg aus der Stadt Hückeswagen herausgelöst und in die Stadt Remscheid eingegliedert.

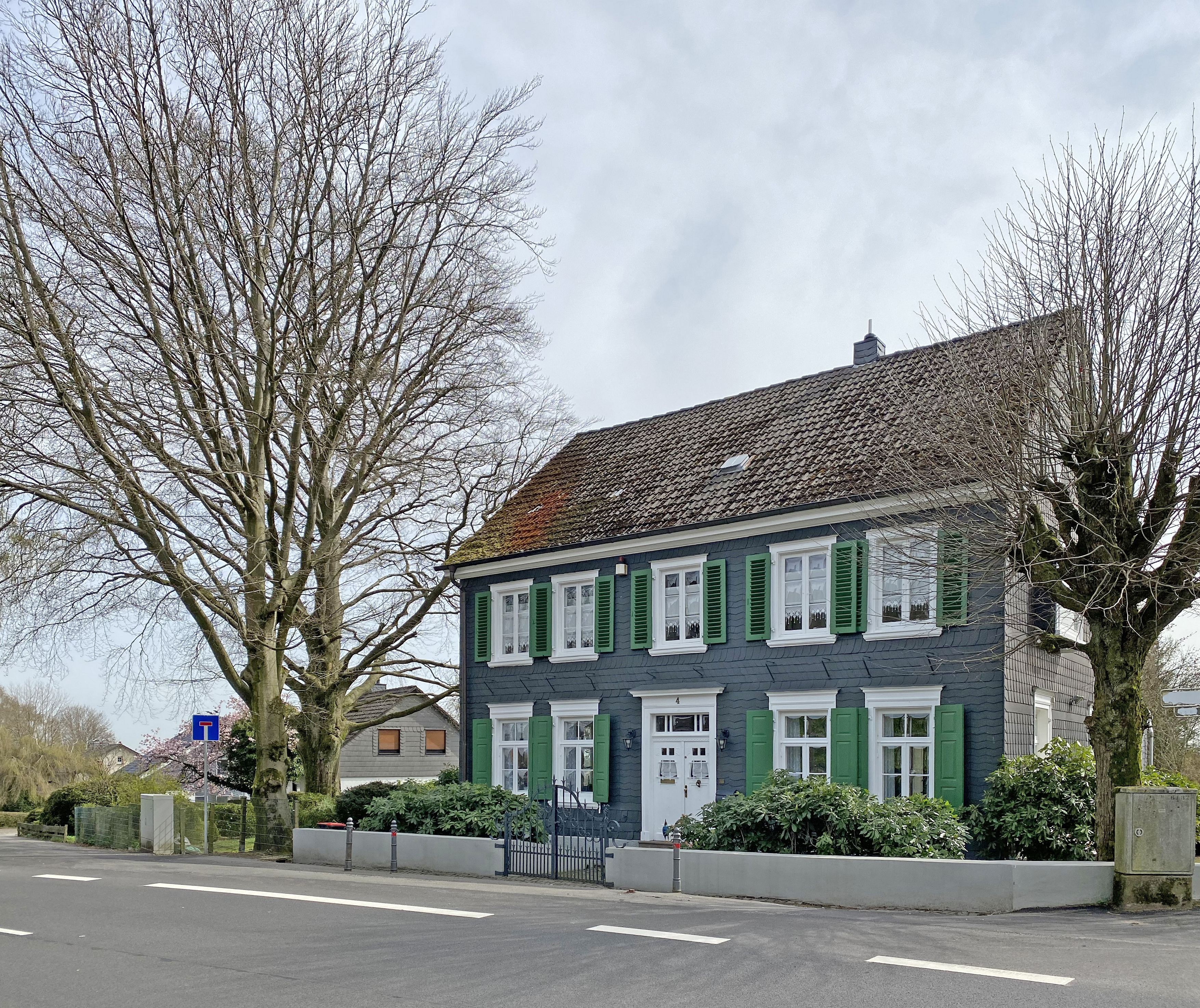
Haus 4 – eingerahmt von stattlichen Hausbäumen
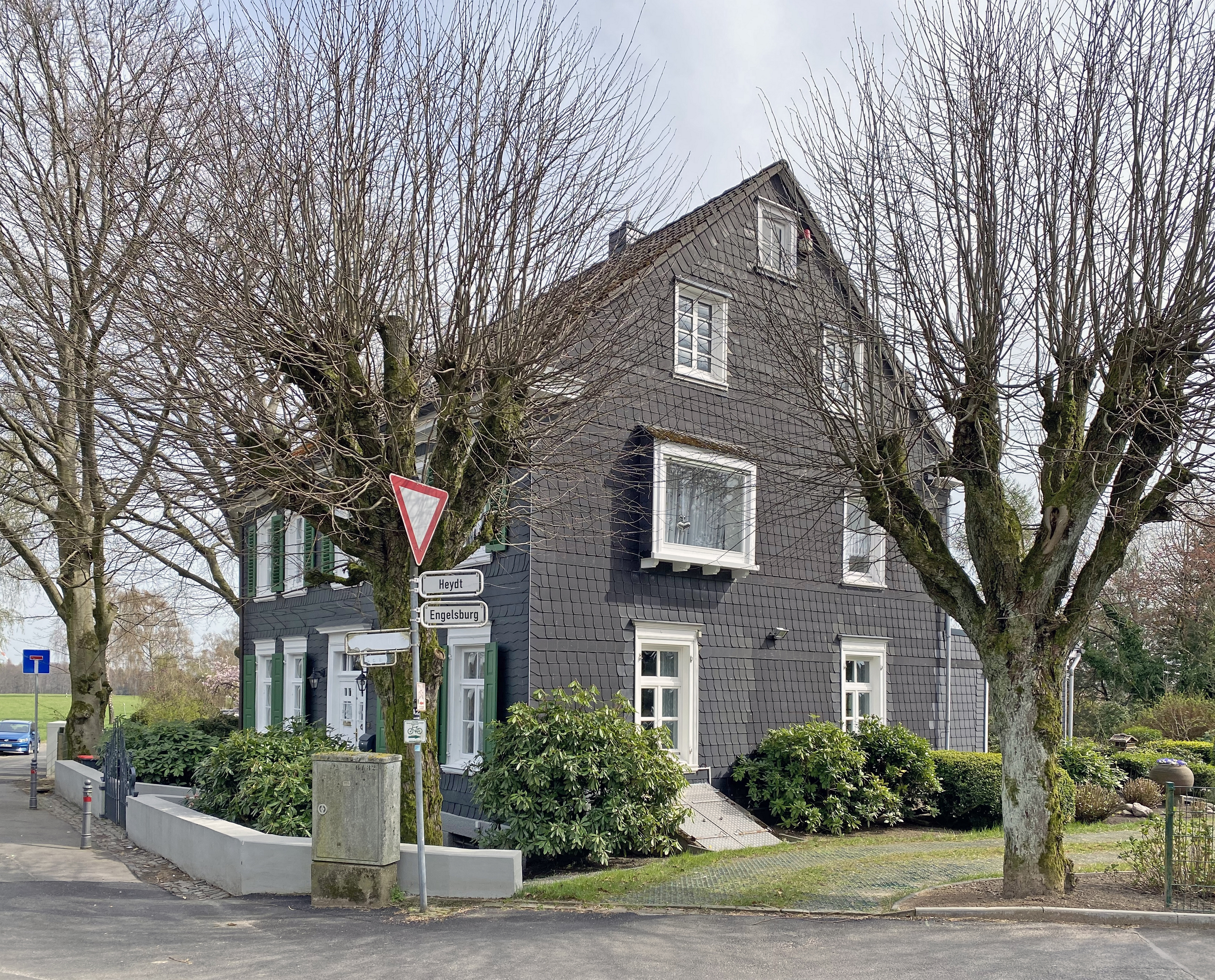
Haus Engelsburg 4 an der Einmündung Heydt
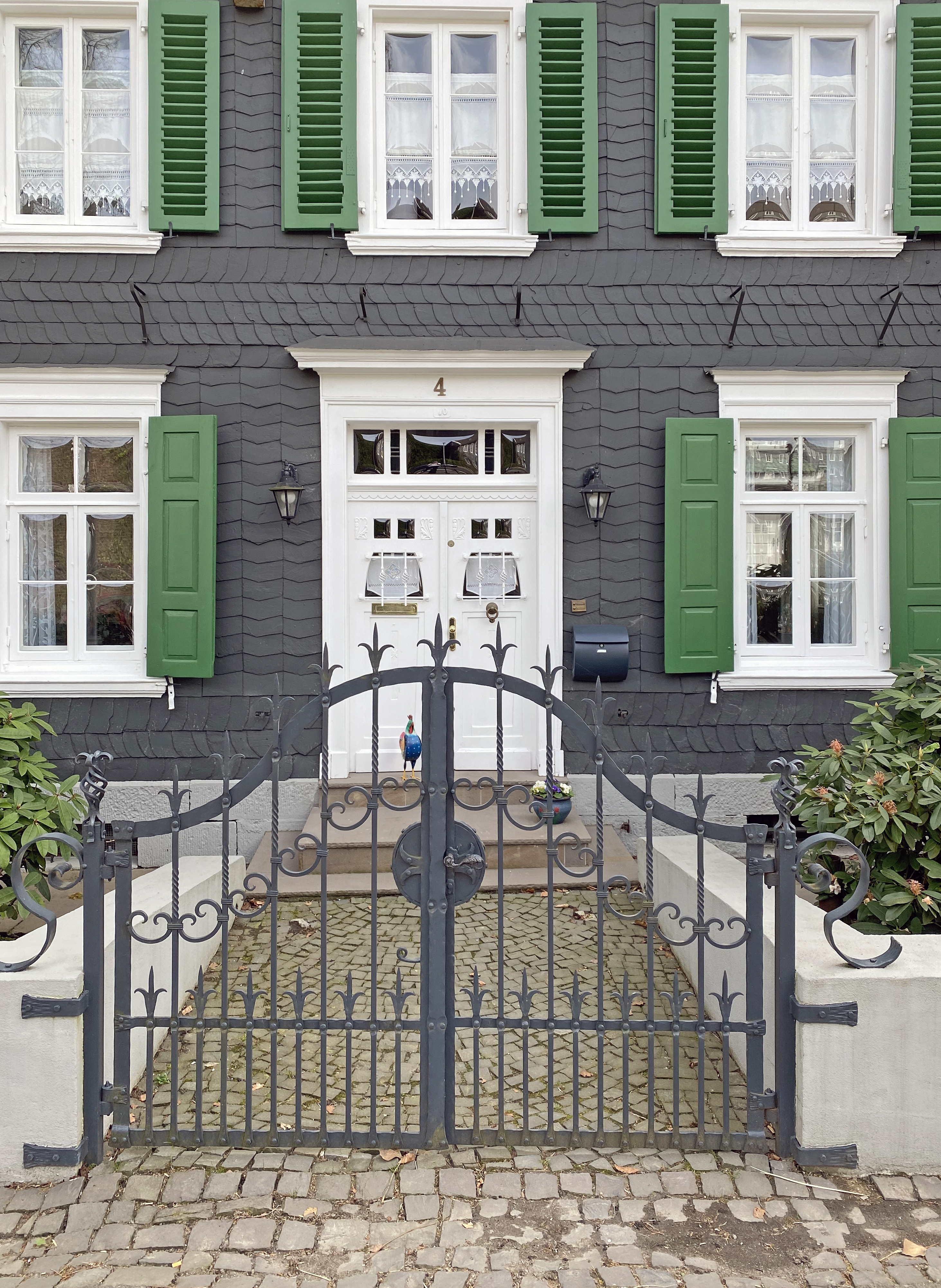
Hauseingang Engelsburg 4
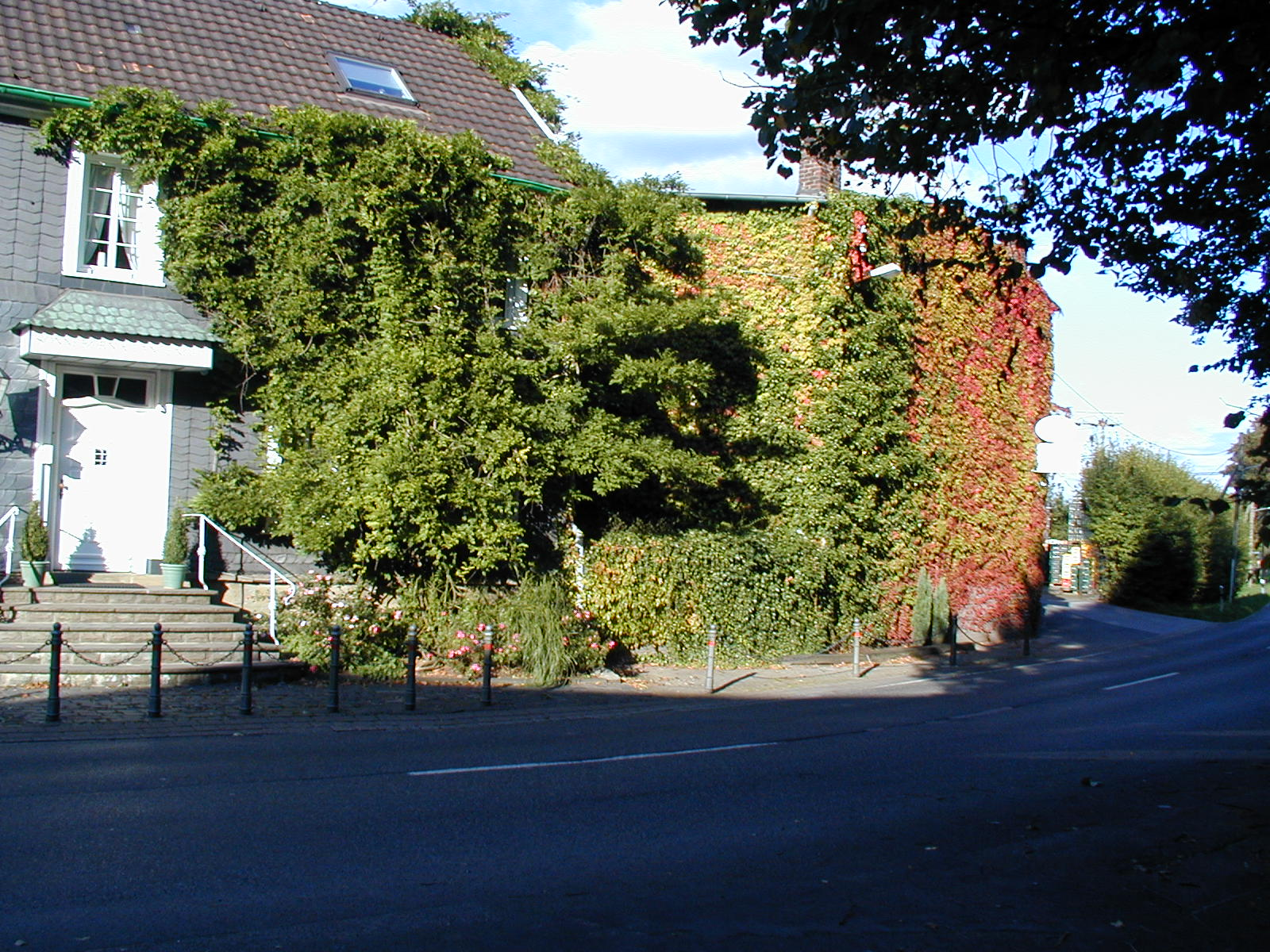
Haus 3 mit Getränkehandel in Engelsburg
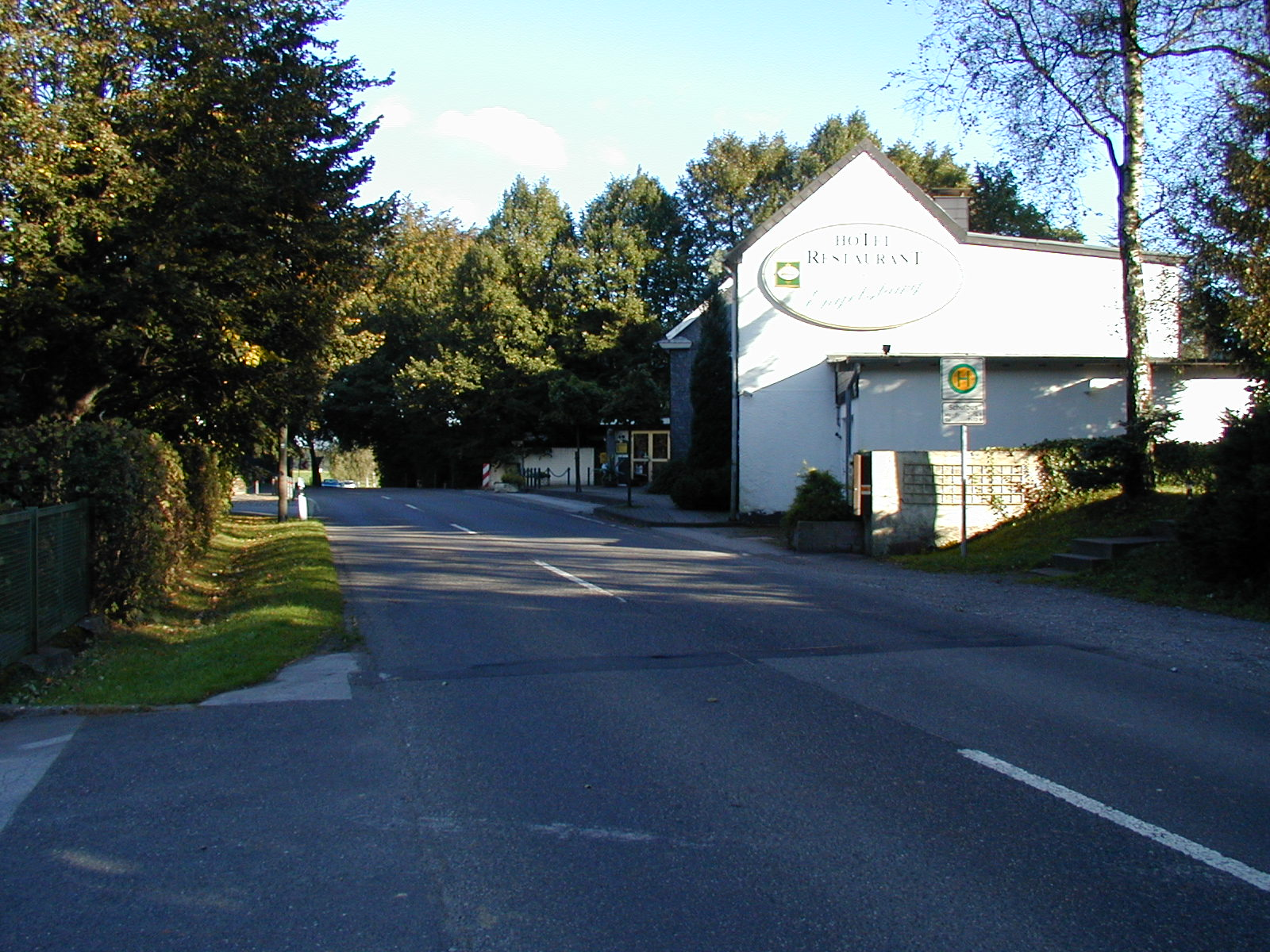
Hotel/Restaurant Engelsburg